# 野口忍
野口 忍（のぐち しのぶ、1973年8月3日 - ）は、男子自転車競技（MTB・クロスカントリーおよびロード）選手。京都府出身。

## 来歴
2004年に全日本選手権で優勝。06年シーズン前半に鎖骨骨折したものの、見事早期復活を果たし、ナショナルポイントランキング、全日本選手権ともに２位を獲得している。下りの速さに定評があり、特にマッドコンディションを得意としていた。

## 主な戦歴
1999年
- アジア選手権 マレーシア・マラッカ 3位

2000年
- アジア選手権 タイ・カオキオパーク 優勝

2002年
- 全日本選手権  3位
- アジア選手権 台湾 優勝

2003年
- 全日本選手権  2位
- MTB ジャパンシリーズ 総合3位
- MTB ナショナルポイントランキング 総合2位
- アジア選手権 日本・青森 優勝

2004年
- 全日本選手権  優勝
- MTB ジャパンシリーズ 総合3位
- MTB ナショナルポイントランキング 総合1位

2005年
- 全日本選手権  3位
- MTB ジャパンシリーズ 総合1位
- MTB ナショナルポイントランキング 総合1位

2006年
- 全日本選手権  2位
- MTB ナショナルポイントランキング 総合2位